# Potok Bijasowicki
Potok Bijasowicki – potok, lewostronny dopływ Wisły o długości 3,47 km i powierzchni zlewni 4,66 km².
Potok płynie w Bieruniu w województwie śląskim.